# Ranis
Ranis est une ville allemande située en Thuringe dans l'arrondissement de Saale-Orla. Elle est située à 15 km au nord de Saalfeld et à 30 km au sud d'Iéna.
Le site archéologique d'Ilsenhöhle à Ranis fait partie des sites éponymes du Lincombien-Ranisien-Jerzmanowicien (LRJ) en raison notamment de sa composition unique de pointes bifaciales et unifaciales. La grotte d'Ilsenhöhle fait partie des six sites archéologiques situés hors d'Afrique ayant produit des génomes d'homme moderne plus ancien que 40 000 ans. Les restes osseux trouvés sur le site sont datés entre 42 200 et 49 540 ans. Ils appartiennent à la même population que celle de l'ancien individu de Zlatý kůň (en) en Tchéquie.

## Patrimoine architectural
- Château de Brandenstein
- Château de Ranis